# Massimo Masini
Massimo Masini (nacido el 09 de mayo de 1945 en Montecatini Terme, Italia)  es un exjugador italiano de baloncesto. Con 2.08 de estatura, jugaba en la posición de pívot.

## Equipos
- 1963-1974 Olimpia Milano
- 1974-1975  AMG Sebastiani Rieti
- 1976-1977  Sporting Club Gira
- 1978-1980  Pallacanestro Pordenone

## Palmarés
- Copa de Europa: 1

Olimpia Milano: 1965-66
- Recopa: 2

Olimpia Milano: 1970-71, 1971-72
- LEGA: 4

Olimpia Milano: 1964-65, 1965-66, 1966-67, 1971-72
- Copa Italia: 1

Olimpia Milano: 1971-72